# Turniej o Puchar Burmistrza Rawicza 2012
Puchar Burmistrza Rawicza 2012 – turniej żużlowy, rozegrany po raz 18. w Rawiczu, w którym zwyciężył Linus Sundström.

## Finał
- Rawicz, 15 września 2012
- Sędzia: Maciej Spychała

| Msc. | Zawodnik            | Klub         | Pkt  |               |  |
| ---- | ------------------- | ------------ | ---- | ------------- |  |
| 1    | Linus Sundström     | Szwecja      | 12+3 | (1,3,3,3,3)   |  |
| 2    | Rafał Okoniewski    | Rzeszów      | 12+w | (3,2,3,2,3)   |  |
| 3    | Wiktor Gołubowskij  | Rosja        | 10+3 | (1,2,2,3,2)   |  |
| 4    | Anton Rosén         | Szwecja      | 10+2 | (3,3,3,u,1)   |  |
| 5    | Eric Andersson      | Szwecja      | 10+1 | (3,1,2,3,1)   |  |
| 6    | Szymon Kiełbasa     | Rawicz       | 9    | (2,3,0,2,2)   |  |
| 7    | Damian Baliński     | Leszno       | 9    | (3,2,2,wsu,2) |  |
| 8    | Wojciech Lisiecki   | Gniezno      | 8    | (0,3,2,2,1)   |  |
| 9    | Mariusz Puszakowski | Piła         | 7    | (t,0,1,3,3)   |  |
| 10   | Marcin Jędrzejewski | Piła         | 7    | (2,2,1,2,w)   |  |
| 11   | Łukasz Jankowski    | Zielona Góra | 7    | (2,1,1,1,2)   |  |
| 12   | Sławomir Musielak   | Rawicz       | 6    | (2,d,3,1,0)   |  |
| 13   | Daniel Jeleniewski  | Lublin       | 6    | (1,1,0,1,3)   |  |
| 14   | Stanisław Burza     | Kraków       | 3    | (1,1,1,d,0)   |  |
| 15   | Tomasz Rempała      | Opole        | 1    | (0,0,0,0,1)   |  |
| 16   | Marcin Riedel       | Rawicz       | 1    | (0,1,0,d)     |  |
| 17   | Adrian Gomólski     | Ostrów Wlkp. | 0    | (d,d,d)       |  |